# Лонготхеви
Лонготхеви (груз. ლონგოთხევის ციხე) — средневековая крепость, расположенная в историческом регионе юго-западной Грузии Кларджети (ныне территория Турции), в деревне Лонготхеви, район Артануджи, провинция Артвин. Верхняя отметка — 1220 метров над уровнем моря.

## Описание
Комплекс включает в себя башню и руины основного строения. Комплекс расположен в 2,2 км к северо-западу от деревни, на правом берегу реки, на вершине скалы. В крепости также был Рабат. На его месте сегодня находится сельская местность, которую местные жители называют «Рабати». Позже он был переименован в «Ени Рабат» (пер. — «Новый Рабат»). Там же есть церковь, известная как «Ени Рабат».